# Hadrolecocatantops
Hadrolecocatantops is een geslacht van rechtvleugeligen uit de familie veldsprinkhanen (Acrididae). De wetenschappelijke naam van dit geslacht is voor het eerst geldig gepubliceerd in 1984 door Jago.

## Soorten
Het geslacht Hadrolecocatantops omvat de volgende soorten:
- Hadrolecocatantops glauningi Ramme, 1929
- Hadrolecocatantops kilimandjaricus Ramme, 1929
- Hadrolecocatantops kissenjianus Rehn, 1914
- Hadrolecocatantops ohabuikei Jago, 1994
- Hadrolecocatantops quadratus Walker, 1870
- Hadrolecocatantops royi Jago, 1994
- Hadrolecocatantops togoensis Ramme, 1929
- Hadrolecocatantops uvinza Jago, 1994